# Hennessey, Oklahoma
Hennessey är en ort i Kingfisher County i delstaten Oklahoma, USA.